# Skoki do wody na Mistrzostwach Świata w Pływaniu 2017 – wieża 10 m synchronicznie kobiet
Wieża 10 m synchronicznie kobiet – jedna z konkurencji rozgrywanych w ramach skoków do wody, podczas mistrzostw świata w pływaniu w 2017. Eliminacje oraz finał odbyły się 16 lipca.
Do eliminacji zgłoszonych zostało 16 par. Dwanaście najlepszych duetów awansowało do finałowej rywalizacji.
Zwyciężczyniami konkurencji zostały reprezentantki Chin Ren Qian i Si Yajie. Drugą pozycję zajęły reprezentantki Korei Północnej Kim Mi-rae i Kim Kuk-hyang, trzecią zaś zawodniczki z Malezji Cheong Jun Hoong i Pandelela Rinong.

## Wyniki
| Miejsce | Zawodniczki                        | Państwo           | Eliminacje | Eliminacje | Finał  | Finał   |
| Miejsce | Zawodniczki                        | Państwo           | Wynik      | Miejsce    | Wynik  | Miejsce |
| ------- | ---------------------------------- | ----------------- | ---------- | ---------- | ------ | ------- |
| 01 !    | Ren Qian Si Yajie                  | Chiny             | 334,32     | 1.         | 352,56 | 1.      |
| 02 !    | Kim Mi-rae Kim Kuk-hyang           | Korea Północna    | 325,62     | 2.         | 336,48 | 2.      |
| 03 !    | Cheong Jun Hoong Pandelela Rinong  | Malezja           | 309,66     | 4.         | 328,74 | 3.      |
| 4.      | Meaghan Benfeito Caeli McKay       | Kanada            | 293,22     | 6.         | 315,78 | 4.      |
| 5.      | Tanieka Kowczenko Melissa Wu       | Australia         | 311,16     | 3.         | 308,10 | 5.      |
| 6.      | Tarrin Gilliland Jessica Parratto  | Stany Zjednoczone | 293,70     | 5.         | 306,96 | 6.      |
| 7.      | Tonia Couch Lois Toulson           | Wielka Brytania   | 283,68     | 9.         | 300,48 | 7.      |
| 8.      | Walerija Bielowa Julia Tymoszynina | Rosja             | 290,04     | 7.         | 291,96 | 8.      |
| 9.      | Gabriela Agúndez Samantha Jiménez  | Meksyk            | 284,46     | 8.         | 290,58 | 9.      |
| 10.     | Matsuri Arai Nana Sasaki           | Japonia           | 280,44     | 10.        | 283,32 | 10.     |
| 11.     | Noemi Batki Chiara Pellacani       | Włochy            | 262,50     | 12.        | 269,16 | 11.     |
| 12.     | Walerija Ljulko Sofija Łyskun      | Ukraina           | 275,10     | 11.        | 265,20 | 12.     |
| 13.     | Inge Jansen Celine van Duijn       | Holandia          | 262,32     | 13.        | NQ     | NQ      |
| 14.     | Cho Eun-bi Kim Su-ji               | Korea Południowa  | 261,42     | 14.        | NQ     | NQ      |
| 15.     | Christina Wassen Elena Wassen      | Niemcy            | 257,94     | 15.        | NQ     | NQ      |
| 16.     | Carolina Murillo Daniela Zapata    | Kolumbia          | 242,64     | 16.        | NQ     | NQ      |